# Gabrielius Landsbergis
Gabrielius Landsbergis (ur. 7 stycznia 1982 w Wilnie) – litewski polityk i urzędnik państwowy, deputowany do Parlamentu Europejskiego VIII kadencji, poseł na Sejm Republiki Litewskiej, w latach 2015–2024 przewodniczący Związku Ojczyzny, od 2020 do 2024 minister spraw zagranicznych.

## Życiorys

### Rodzina, wykształcenie i działalność zawodowa
Pochodzi z zasłużonej dla Litwy rodziny Landsbergisów. Jest prawnukiem architekta Vytautasa Landsbergisa-Žemkalnisa, wnukiem polityka Vytautasa Landsbergisa i synem pisarza Vytautasa V. Landsbergisa.
Ukończył szkołę średnią nr 18 na Antokolu w Wilnie. W 2003 na Uniwersytecie Wileńskim uzyskał licencjat z historii, a w 2005 magisterium ze stosunków międzynarodowych. Pracę zawodową rozpoczął w Ministerstwie Spraw Zagranicznych Republiki Litewskiej. W latach 2007–2011 pracował na stanowisku III sekretarza w litewskiej ambasadzie w Belgii i Luksemburgu. Po powrocie do kraju zaczął pracę w Kancelarii Rządu Litwy na stanowisku naczelnika wydziału ds. regionów.

### Działalność polityczna
Zaangażował się w działalność polityczną w ramach Związku Ojczyzny. W wyborach w 2014 z ramienia konserwatystów uzyskał mandat eurodeputowanego VIII kadencji. W PE był członkiem frakcji chadeckiej, Komisji Handlu Międzynarodowego oraz Podkomisji Bezpieczeństwa i Obrony.
W kwietniu 2015 został przewodniczącym konserwatystów, pokonując w drugiej turze partyjnych wyborów Irenę Degutienė. Zastąpił na tej funkcji Andriusa Kubiliusa. W maju 2016 złożył mandat europosła w związku z kampanią przed wyborami parlamentarnymi na Litwie, w których w tym samym roku uzyskał mandat posła na Sejm. Jego ugrupowanie pozostało w opozycji do powołanego wówczas gabinetu Sauliusa Skvernelisa.
W wyborach w 2020 z powodzeniem ubiegał się o poselską reelekcję. Wybory te zakończyły się zwycięstwem konserwatystów, którzy uzyskali w Sejmie 50 mandatów. Wkrótce po zakończeniu drugiej tury wyborów Gabrielius Landsbergis wraz z liderami dwóch partii liberalnych (LRLS i LP) ogłosił rozpoczęcie rozmów koalicyjnych w celu powołania nowego gabinetu z Ingridą Šimonytė na czele. Rząd ten został zaprzysiężony 11 grudnia 2020, a lider Związku Ojczyzny objął w nim stanowisko ministra spraw zagranicznych.
W wyborach z października 2024 utrzymał mandat poselski z listy krajowej. Nie został natomiast wybrany w okręgu jednomandatowym. Kierowana przez niego partia przegrała wówczas z socjaldemokratami, Gabrielius Landsbergis w tym samym miesiącu zrezygnował funkcji jej przewodniczącego, a także odmówił przyjęcia mandat posła na Sejm nowej kadencji. Urząd ministra sprawował do grudnia 2024.

## Życie prywatne
Gabrielius Landsbergis jest żonaty z Austėją Landsbergienė, właścicielką sieci prywatnych przedszkoli i szkół. Mają czworo dzieci.

## Odznaczenia
- Order Księcia Jarosława Mądrego III klasy (Ukraina, 2022)[16]
- Krzyż Dobrosąsiedztwa (Zjednoczony Gabinet Przejściowy Białorusi; 2024)[17]
- Krzyż Zasługi I klasy MSZ (Estonia, 2024)[18]